# Lestyán Sándor
Lestyán Sándor (Nagykároly, 1896. február 1. – Budapest, Józsefváros, 1956. november 11.) író, újságíró, műfordító.

## Élete
1896. február 1-jén született a Szatmár vármegyei Nagykárolyban Lestyán Lajos és Vilein Etelka fiaként. Pályáját az első világháború után a Világ című lapnál kezdte, majd Az Est Lapoknál és a Pesti Naplónál dolgozott. 1925-től 1928-ig Az Újság munkatársa, 1933-tól 1944-ig pedig a Friss Újság szerkesztője lett. 1945 után a Szabadság munkatársa, 1945-től 1947-ig pedig a Budapest folyóirat felelős szerkesztője, 1949–1950 között a Friss Újság főszerkesztője volt.
Számos történeti tárgyú népszerűsítő művet írt. Utolsó éveiben főként ifjúsági irodalommal foglalkozott, a Gyermekrádióban például 1952 novemberétől Hegyen-völgyön szép hazánkban címmel volt sorozata.

## Magánélete
1922. június 11-én Budapesten házasságot kötött Gaál Franciska színésznővel, akivel 1933-ban elváltak.

## Főbb művei
- Mary – Mariska. Emlék; Kellner, Budapest, 1921
- Munkácsy Mihály: Emlékeim; franciából ford. Lestyán Sándor, bev. Feleky Géza; Amicus, Budapest, 1921
- Vah-ta-vah és a somos erdő mohikánjai; Amicus, Budapest, 1923
- Botrány a múzeumban. Regény; Világvárosi Regények Kiadóvállalat, Budapest, 1933 (Világvárosi regények)
- A levegő királya. Regény; Világvárosi Regények Kiadóvállalat, Budapest, 1933 (Világvárosi regények)
- Marusja. Regény; Világvárosi Regények Kiadóvállalat, Budapest, 1933 (Világvárosi regények)
- Eltűnt az arany. Regény; Révész Géza, Budapest, 1933 (Gong. Révész Géza)
- Halálfejes pillangó (regény, Budapest, 1935)
- Gyuri, a hős repülő. Ifjúsági regény; Általános Ny., Budapest, 1936 (Friss újság színes regénytára)
- Hatalmas ököl. Regény; Általános Ny., Budapest, 1939 (Friss újság színes regénytára)
- Jóskönyv, álomfejtés. Régi magyar kalendáriomi furcsaságok; Officina, Budapest, 1940
- Pest-budai regélő (Budapest, 1940)
- Cigánymuzsika. Rigó Jancsi és Chimay hercegné regényes szerelme; Bokor-Vajna, Budapest, 1940
- Gróf Sándor Móricz az ördöglovas (regény, Budapest, 1941)
- Kiskutya, nagykutya; Vajna-Bokor, Budapest, 1941
- Repülj fecském (Reményi Ede regényes élete, Budapest, 1942)
- Gróf Sándor Móric, az ördöglovas; Vajna és Bokor, Budapest, 1942
- József nádor. Egy alkotó élet írásban és képben, 1776-1847; Posner Ny., Budapest, 1943
- Az ismeretlen Táncsics (tanulmány, Budapest, 1945)
- Pesti kávéház; Budapesti Kávésok Ipartestülete, Budapest, 1946
- A fekete batár; Szikra Ny., Budapest, 1947 (Forintos regény)
- 1848 március 15. A Pilvax forradalma; Officina, Budapest, 1948
- Muzsikál a Bükk (elbeszélés, Budapest, 1950)
- Vadállatokból háziállatok; Ifjúsági, Budapest, 1951 (Nézzetek körül!)
- Utazás az új Magyarországon; szerkesztette: Lestyán Sándor; Ifjúsági, Budapest, 1951
- Teleki Blanka (Budapest, 1951)
- Zúg a nádas (elbeszélés, Budapest, 1951)
- A nyolcadik pont; Ifjúsági, Budapest, 1952
- Úttörő zsebkönyv; Ifjúsági, Budapest, 1953
- Hej, halászok! Regény; Szépirodalmi, Budapest, 1953 (Az ötéves terv kiskönyvtára)
- Vadászrepülő leszek. Regény az ifjú repülők életéből; Ifjúsági, Budapest, 1954
- Utazás a fehér asztal körül (a hazai vendéglátóipar története, Budapest, 1955)
- Medve anyó születésnapja; Móra, Budapest, 1959 (Kispajtások mesekönyve)
- Az ismeretlen Lestyán; bev., vál. Buza Péter, jegyz. Fodor Béla; Budapesti Városvédő Egyesület–Summa Artium Alapítvány, Budapest, 2009 (Budapest könyvek)

## Emlékezete
- Alakja felbukkan, lényeges epizódszereplőként Kondor Vilmos magyar író Budapest novemberben című bűnügyi regényében.